# Дулитлов напад
Дулитлов напад 18. априла 1942, је био први ваздушни напад Сједињених Држава на матична јапанска острва током Другог светског рата. Мисија је била значајна по томе јер је била једина операција у којој су бомбардери Ратног ваздухопловства америчке војске полетели са носача авиона Америчке морнарице. То је била најдужа мисија на којој су летели средњи бомбардери Б-25 Мичел. Дулитлов напад је показао да су матична јапанска острва рањива на савезничке ваздушне нападе и била је одушак за америчку освету за јапански напад на Перл Харбор 7. децембра 1941.
Напад је смилио и предводио потпуковник Џими Дулитл, познати цивилни пилот и ваздухопловни инжењер и пре рата. Међутим, напад је имао корене у мислима морнаричког капетана Френсиса Лоуа, који је на почетку рата предвидео да ће, под правим условима, двомоторни бомбардери моћи успешно полетати са носача авиона са прихватљивом количином товара, нападати војне мете у Јапану и одлетети до Кине.

## Позадина
Након напада на Перл Харбор 7. децембра 1941, америчка јавност је била у стању шока. Нацији је хитно требало подићи морал некаквом побједом, макар симболичним узвраћањем ударца. Напад на Токио је изгледао као одлична идеја, али је проблем био у неколико хиљада километара између Јапана и најближе ваздушне луке из које су могли полетети амерички бомбардери. План који су у јануару 1942. заједно осмислили капетан Френсис Лоу и потпуковник Џејмс Х. Дулитл био је напад бомбардерима који ће полијетати с носача. Иако је та идеја у војним круговима дочекана с подсмијехом, план се неким чудом свидио заповједнику морнарице адмиралу Ернесту Џ. Кингу и заповједнику ваздушних снага генералу Хенрију Х. Арнолду.
Није постојала реална могућност полетања тешких бомбардера са носача, али је Лоу претпоставио (а Дулитл идеју здушно пригрлио) да би то било изведиво са средње тешким бомбардерима. Избор је пао на двомоторац Б-25 Мичел и то његову нову, али добро тестирану верзију Б-25Б. Скинута је сва опрема које неће бити неопходна при бомбардовању (тако су стражње митраљеске куполе скинуте и замијењене са по два штапа, ради заваравања јапанских пилота) и додани су нови танкови за гориво како би се повећао домет авиона.
Дулитл се у међувремену дао у потрагу за добровољцима. Будући да је био дирнут национални понос то није био велик проблем, а Дулитл се уз то, да би уверио све оне који су сумњичаво вртели главом на помисао о полијетању бомбардером с носача, обавезао да ће он лично пилотирати првим авионом, који ће имати најкраће залетиште.
На располагање су добили потпуно нов носач Хорнет којим је заповиједао капетан Марк А. Мичер, а ваздушно обезбеђење је требало да им пружи Ентерпрајз. Након неколико месеци припрема, Хорнет 2. априла 1942. коначно креће према Јапану са 16 бомбардера Б-25 на својој палуби, а пратњу му чине крстарице Солт Лејк Сити, Нортхемптон, Винснес и Нешвил те 8 разарача и 2 танкера потребна за дуго путовање које им предстоји. Насред океана им се придружио и Ентерпрајз којим заповиједа шеф треће флоте, адмирал (тада вицеадмирал) Вилијам Хелси. План је био да се приближе Јапану на 450-550 миља, одакле би бомбардери полетјели и након истовара бомби даље наставили према аеродромима у Кини. Али већ од почетка све је кренуло наопако. Пред зору 18. априла приметили су јапански патролни брод и иако су га успели уништити, нису знали јесу ли Јапанци послати радио поруку. Избор им није био једноставан јер су се налазили скоро 800 mi (1.300 km) далеко од Јапана и, док су постојале реалне шансе да ће бомбардери стићи до Токија, прилично сигурно је било да неће успети досећи кинеске аеродроме. С друге стране, једва су се чекали решити бомбардера који онако велики нису могли бити пребачени у унутрашњост брода и све време пловидбе преко Пацифика су стајали на палуби. Нису смели ризиковати да их нападне јапанска авијација док им се на палубама налазе огромни авиони пуни горива и бомби (Јапанци ће ускоро код Мидвеја увидети сву бол те ситуације) и Дулитл је одлучио да ипак полети. И он и пилоти што су га следили сада је требало да учине оно за шта су се припремали месецима, а узлетање бомбардера (макар и средњег) са носача није био једноставан посао. Свака посада је имала помоћ официра који је мерио време када ће кренути да би били сигурни да ће до краја писте да стигну тачно када се брод подигне на таласу, чиме се добија неколико додатних метара за сигурније полетање. Ипак, сваки авион после Дулитла имао је по неколико метара дужи залет и на крају је свих 16 успешно полетело и упутило се према Јапану.
Сви авиони су успели досећи Јапан и истоварити свој терет бомби од 225 kg изнад Токија, Јокохаме и Нагоје, и наставити пут преко Источног кинеског мора, али је њихов учинак био више него скроман (између осталог, лакше је оштећен носач Рјухо). Као што се и очекивало, нити један авион није стигао до аеродрома у Кини. Један је успео да се спусти у Владивостоку где су посаду интернирали Руси, а остали су једва стигли до кинеског копна где су се присилно спустили. Посаде из 14 од 16 авиона су преживеле слетање и напослетку се, уз помоћ кинеских савезника, вратиле у САД. Посаде из преостала 2 авиона нису биле те среће - двојица су погинула при паду авиона, а осморица су завршили у јапанском заробљеништву. Сви су били мучени и осуђени на смрт, над тројицом је пресуда и извршена, а један је подлегао глади и болести. Преживела четворица су ослобођени у августу 1945.
Што се тиче бродова који су учествовали у акцији, Хорнет и Ентерпрајз су одмах након повратка у Перл Харбор требало да буду упућени према југозападном Пацифику и придружени Лексингтону и Јорктауну у бици у Коралном мору, 7-8. маја 1942. Будући да нису могли стићи на време, ускоро су опозвани и упућени на северозапад, према малом острву званом Мидвеј. Ту су, заједно са на брзину поправљеним Јорктауном који се вратио из Коралног мора, напокон добили праву сатисфакцију за Перл Харбоур. Тиме је заустављено јапанско напредовање на централном Пацифику, а у борбама око Гвадалканала које су трајале између августа и децембра 1942. потопљено је шест од 16 бродова који су учествовали у бомбардовању Токија, укључујућу и носач Хорнет.
Строго гледано, Дулитлов напад је био тактички промашен и неуспешно изведен. Сви бомбардери укључени у акцију су изгубљени, а штета на јапанским војним циљевима била је занемарива. С друге стране, када је у Америку допрла вијест да су бомбардовали Токио завладала је права еуфорија и нација се извукла из депресије настале након Пеарл Харбора. Али било је и директне војне користи, и те какве. Јапанци су напад доживјели најприје као изненађење а потом као невиђену срамоту. Ни у сну се нису надали да би се Американци усудили напасти Јапан, и то главни град. Велик број јапанских авиона с пацифичких отока одмах је враћен натраг у одбрану домовине — авиона који би Јапанцима у неким биткама и те како добродошли. Осим тога, амерички напад је изиритирао Јапанце до те мјере да су у бијесу направили можда и одлучујући погрешан корак. Адмирал Јамамото Исороку се желио осигурали од будућих напада, уништити америчке носаче и истовремено помакнути линију фронта даље од Јапанског архипелага, што је било развлачење њиховог дефанзивног периметра и прекретница у рату за Пацифик.